# Усановка (Бурятия)
Уса́новка — посёлок в Закаменском районе Бурятии. Входит в сельское поселение «Хамнейское».

## География
Расположен на левом берегу реки Джида, в 4 км к юго-востоку от центра сельского поселения — села Хамней.

## Население
| 2002 | 2010 |
| ---- | ---- |
| 74   | ↘53  |